# Palomares del Campo
Palomares del Campo település Spanyolországban, Cuenca tartományban. Palomares del Campo Torrejoncillo del Rey községgel határos. Lakosainak száma 555 fő (2024).

## Népesség
A település népessége az utóbbi években az alábbiak szerint változott:
| Lakosok száma | 1007 | 928  | 877  | 802  | 763  | 698  | 654  | 602  | 571  | 555  |
|               | 2001 | 2004 | 2006 | 2009 | 2011 | 2014 | 2016 | 2019 | 2021 | 2024 |